# Alice Duer Miller
Alice Duer Miller, nata Alice Maude Duer (Staten Island, 28 luglio 1874 – Morristown, 22 agosto 1942), è stata una scrittrice e poetessa statunitense impegnata su tematiche riguardanti il suffragio femminile ed autrice di Le Bianche Scogliere (The White Cliffs), un racconto in versi pregno di amore e coraggio ambientato nella Gran Bretagna dilaniata dalla guerra. Alla fine del conflitto ne furono vendute più di 700.000 copie e la lettura del poema di Lynn Fontanne fu trasmessa alla radio due volte, oltre a venire registrata e ad aver ispirato il film Le bianche scogliere di Dover. Scrisse inoltre racconti e sceneggiature per il cinema.

## Biografia
Alice Duer Miller nacque nel distretto di Staten Island a New York nel 1874 e crebbe in una tenuta a Weehawken nel New Jersey. La famiglia, benestante ed influente, fu coinvolta in una grave crisi bancaria. Nel 1895 entrò al Barnard College dove studiava matematica ed astronomia e si manteneva vendendo racconti, saggi e poesie alle riviste Harper's e Scribner's.
Si laureò nel giugno 1899 e poco dopo sposò Henry Wise Miller (ottobre 1899) con il quale si trasferì in Costa Rica dove si dedicò alla scrittura. Nel 1903 tornò negli Stati Uniti. Negli anni '20 alcune sue opere furono trasposte sulla pellicola. Morì nel 1942 dopo una lunga malattia.

## Opere
Fu autrice di narrativa ed autrice di una colonna satirica sul New York Tribune intitolata Are Women People?, dedicata al problema del suffragio femminile. Nel 1915 tali articoli furono raccolti in un libro intitolato prima Are Women People e poi Women are people! (1917).
Nel 1940 scrisse il racconto in versi Le bianche scogliere (The White Cliffs), storia di una donna americana che giunta a Londra per turismo conosce e sposa un giovane inglese dell'alta società. L'uomo viene ucciso durante la seconda guerra mondiale lasciando la donna con un figlio. La donna decide di non tornare in patria con il figlio ma di rimanere ed allevarlo a Londra. Questa storia la rese celebre su entrambe le sponde dell'Atlantico ed un suo adattamento è stato messo in scena nel film del 1944 Le bianche scogliere di Dover.